# Río Jallas
El río Jallas o Ézaro (en gallego: Xallas) es un río del noroeste de España que discurre por la provincia de La Coruña, Galicia, y desemboca en el océano Atlántico.

## Curso
Serpenteando por la comarca del Jallas, con sus 63 km de largo, una cuenca de 504,28 km² de extensión, un caudal de poco más de 13 metros cúbicos por segundo y un gran desnivel que lo convierte en un generador de potencia hidráulica de 133 000 kW producidos en 6 centrales hidroeléctricas de propiedad privada.
La confluencia de los pequeños ríos Castiñeiras, Vilamaior y Bazar en la vertiente occidental, parte de ella perteneciente al municipio de Santa Comba, del Monte Castelo y tomando dirección SO recorriendo la parroquia de Bazar a los que se agregan pequeños regatos entre ellos el río Regueira y que todos juntos aumentan de cauce y caudal, un poco más abajo, toma el nombre de río Jallas. El primer afluente importante que recibe es el río Mira que arrastra aguas desde el Monte Castelo y la laguna de Brañas Rubias y que en su cauce más abajo recibe aguas del río Esternande, ambos nacen en el municipio de Coristanco, Comarca de Bergantiños, uniéndose como afluentes del río Jallas a la altura del lugar de Castriz. Cauce abajo recibe aguas de los ríos Guisande, Vilar, García y Abuín, este último recibe aguas de pequeños ríos y regatos del municipio de La Baña. Entrando en el municipio de Mazaricos recibe aguas de los ríos Maroña, Barbeira, Mazaricos, Beba y Arcos y en el municipio de Dumbría de los ríos Hospital y Clemente.

## Aforos
Augas de Galicia dispone de 2 estaciones para medida de aforos. Dichas estaciones, denominadas Xallas 1 (n.º 512) y Xallas 2 (n.º 514), se sitúan en A Ponte de Truebe, en el municipio de Santa Comba, y en A Ponte Olveira, en el municipio de Mazaricos, respectivamente. Entre ambas estaciones se encuentra el embalse de Fervenza. Según datos publicados por Augas de Galicia, en el año hidrológico 2009-2010, el caudal medio diario osciló entre 0,48 y 96,81 m³/s, en Xallas 1, y entre 4,11 y 188,34 m³/s, en Xallas 2.

## Embalses
En el cauce del río existen cuatro embalses, que, según su curso, son Fervenza, Ponte Olveira, Castrelo y Santa Eugenia (Santa Uxía). Todos ellos tienen aprovechamiento hidroeléctrico y para usos industriales, y el de Santa Uxía para abastecimiento urbano.
En 1897, la Sociedad Española de Carburos Metálicos, hoy parte del grupo Ferroatlántica, se asentó en la zona y de entonces datan las primeras construcciones para obtener energía. El embalse más importante es el de Fervenza, construido en la década de 1960. En Ponte Olveira hay otra central. Más abajo, de la presa de Brazal parten las canalizaciones hacia la ría de Ézaro; más abajo, se encuentra el embalse de Santa Uxía, construido en la década de 1980. El Jallas atraviesa el Monte do Pindo y se precipita en una caída prácticamente libre conocida como cascada del Ézaro, de algo más de 100 metros, a la ría de Ézaro frente al cabo Finisterre en el océano Atlántico. En su desembocadura están situadas tres centrales hidroeléctricas: Castrelo, Santa Uxía y Pindo, esta última de principios del siglo XX.

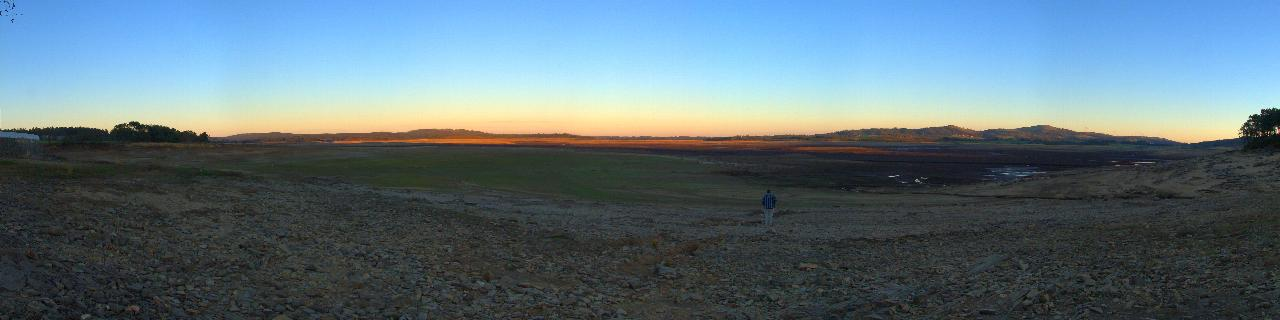
Estado del embalse de Fervenza en noviembre de 2007 (al 1% de su capacidad)

La construcción del embalse de Fervenza supuso, según el informe Cuencas Internas de Galicia Costa de Greenpeace España, un punto negro por destrucción del paisaje al mantener seca la cascada de Ézaro. Según dicho informe, la central no respeta siquiera el caudal ecológico contemplado en el Plan Hidrológico de Galicia Costa y desde 2000, la cascada sólo se puede observar los domingos de 12:00 a 13:30, gracias a los grupos locales que piden la demolición del embalse.
Sin embargo, gracias a la presión y las gestiones de grupos locales y ecologistas, desde 2011, la cascada de Ézaro mantiene un caudal ecológico constante, lo que permite su observación en cualquier momento del día. Este cambio fue un hito significativo que revirtió la situación anterior, permitiendo que la cascada recupere su flujo natural de forma continua.